# Universal Republic Records
Universal Republic Records fue un sello discográfico, propiedad de Universal Music Group. Se basaba en el entonces desaparecido Republic Records fundado por los hermanos Monte y Avery Lipman. En el verano de 2011, se han realizado cambios en Universal Motown Republic Group y Motown Records se separó de Universal Motown pasando a formar parte de Island Def Jam haciendo que Universal Motown se disuelva y dejando a sus artistas en Motown o Universal Republic, por lo que Universal Republic quedó solo en Universal Motown Republic Group. A mediados de 2012, la marca volvió a su nombre original, Republic Records, por lo que esta etiqueta desapareció.

## Universal Records (2000-2005)
Universal Music Group adquirió de los hermanos Lipman a Republic Records como una subsidiaria de propiedad total en 2000, y nombró a Monte Lipman como presidente de Universal Records, y a Avery Lipman como el director de operaciones. Durante su mandato, los Lipmans dieron forma a la nueva compañía convirtiéndolo en un líder de la industria con artistas como Nelly, Lil' Wayne, Elton John, y asociándose con Cash Money Records, No Limit Records, y Bad Boy Records.

## Universal Republic Records (2006-2012)
A partir de 2006, Universal Republic ha adoptado una estrategia de crecimiento que han demostrado su eficacia, que ha conseguido que Universal Republic sigua creciendo en los años de decadencia de la industria. Universal Republic se convierte en un sello independiente después de que Universal Motown Records fue cerrado en el verano de 2011. Un año más tarde, pasó a llamarse de nuevo Republic Records.

## Artistas
Esta es la lista de los artistas de Universal Republic Records, según su página web oficial.
- 3 Doors Down
- 10 Years
- Alysha Brillinger (Lava Records)
- Amy Winehouse (EUA)
- Anberlin
- Angel Haze
- Anjulie (Cherry Entertainment Group)
- Ariana Grande
- Atomic Tom
- Austin Mahone
- Jayme Dee
- Avery
- The Avett Brothers (American Recordings)
- Aubrey O'Day
- The Band Perry (Big Machine Records)
- Black Veil Brides (Lava Records)
- Bobby Brackins
- Bow Wow (Cash Money Records)
- The Cab
- The Cataracs
- Cece Segarra
- Cimorelli
- Clare Maguire
- Colbie Caillat
- Cory Gunz
- Chase Coy
- Clyde Carson
- Damian Marley (Tuff Gong)
- Dev
- Dia Frampton
- Dionne Bromfield
- Drake
- Duck Sauce
- Dynamite Walls
- Edward Sharpe & Magnetic Zeros (Vagrant Records)
- Elizaveta
- The Envy
- Erin McCarley
- Florence & The Machine (EUA)
- flobots
- G. Love (Brushfire Records)
- Godsmack
- Gotye
- Guster (Aware Records)
- Havana Brown
- Hinder
- Hifyve
- India.Arie
- Irma
- James Blake
- Javier Colon
- Jay Sean (Cash Money Records)
- Jack Johnson (Brushfire Records)
- Jermaine Paul
- Jessie J (Lava Records)
- John Brown
- Johnathan Miller
- Juliet Simms
- Karl Wolf
- Kelly Rowland
- Kevin Rudolf (Cash Money Records)
- Kid Cudi
- K’Jon
- Lauren Pritchard
- Leanne Mitchell
- Leighton Meester
- Lil Wayne
- Lisa Marie Presley
- Lonely Island
- Martina McBride (Republic Nashville)
- Mason Jennings (Brushfire Records)
- Mat Kearney (Aware Records)
- Matt Costa (Brushfire Records)
- Miike Snow (Downtown Records)
- Mika
- The Naked and Famous
- Neil Halstead (Brushfire Records)
- Nicki Minaj
- Nikki Flores
- Of Monsters and Men
- Owl City
- Pearl and the Puppets
- Pop Evil
- Porcelain Black
- Psy
- The Rescues
- Rogue Wave (Brushfire Records)
- The Rolling Stones (EUA)
- Sam F
- The Secret Sisters
- SafetySuit
- Serabee
- Seth MacFarlane
- Shontelle
- Sky Sailing
- Soundgarden
- Spose
- Stephen Jerzak
- Stromae
- The Stunners
- Sully Erna
- SuperHeavy
- Steel Panther
- Sy Stone
- Tyga
- Troop 41
- Taylor Swift (Big Machine Records)
- Vinyl Pinups
- Vita Chambers
- Volbeat
- Washington
- Weaving The Fate
- We the Kings
- The Weeknd
- The Who (EUA)
- Will Dailey
- Xenia
- YC
- YP
- Zach Gill (Brushfire Records)
- Zee Avi (Brushfire Records)
- ZZ Top (American Recordings)